# Laguna Alsina
Laguna Alsina (Est. Bonifacio) es una localidad del partido de Guaminí, provincia de Buenos Aires, Argentina. Toma su nombre de la laguna homónima

## Historia
En 1890 la región era tan solo una dilatada e inhóspita extensión de tierra salpicada por médanos y cubierta por cortaderas. Unos pocos ranchos  y se decía que "había más avestruces que gente". Como nota de color sirva de ejemplo lo que cuenta el ingeniero francés Alfredo Ebelot, que integraba la División Oeste a cargo del Tte. Cnel. Marcelino Freyre, en el marco del avance de fronteras de Avellaneda, y la consecuente fundación de Guaminí: "Del Tordillo a Guaminí se camina entre aguadas. Todos los bajos tienen cañadones y no se anda una legua sin ver alguna laguna". Precisamente una de ellas, Laguna Alsina, es como también se conoce a la localidad. 
Hacia 1899 se inauguró la línea que unía las localidades de San Carlos de Bolívar y Saavedra y se establecieron dos estaciones en terrenos donados por los Bonifacio.
En 1906 la firma martillera Castellar, de Azul, remató terrenos, quintas y parcelas y el 28 de febrero de ese año la gobernación autorizó la fundación del pueblo. Don Diego Mac Clymont Reid, mayordomo de la estancia "Tinamú", el verdadero impulsor (por no decir fundador) del pueblo de Bonifacio al comprar su campo a los señores Rosa y Romero, en 1905. Mac Clymont Reid mensuró y loteó parte de esa propiedad y la puso en venta por medio de la razón social Castellar, dando origen al pueblo. Existía por entonces la línea del ferrocarril a Saavedra y dos estaciones sobre terrenos donados por los señores José y Enrique Bonifacio: La Manuela y Bonifacio.
Comienzan a radicarse, de esa manera, las primeras familias, dedicadas a las actividades agrícolo-ganaderas y al comercio. En 1907 se establece la oficina de correo en el almacén de ramos generales de Avelino Torga, pasando luego a un local más adecuado frente a la estación del ferrocarril. En 1911 hizo lo propio el Juzgado de Paz, que comenzó a funcionar el 21 de febrero, siendo su primer titular el juez Eudosio Iturrería, con Juan Garzonio como secretario y se comienza la construcción del cementerio, designándose una comisión integrada por Andrés Bonis, Vicente Cirigliano y Avelino Torga. Cinco años después se instaló el Registro Civil, del que fue jefe el escribano Fuaustino A. San Martín, sucedido después por el Dr. Cayetano A. Grela.
En 1926 Andrés Amadeo Cattáneo fundó la Central Telefónica que tuvo sus instalaciones en una casa de chapa frente a la plaza.
En 1923 un grupo de vecinos encabezados por don Juan J. Emparanza y el Dr. Mariano Bordón lograron dar forma al Hospital "Laguna Alsina", inaugurado en 1925 y ampliado gracias a un legado del Sr. Cesáreo Naredo. Al poco tiempo, gracias a la iniciativa del Sr. Tuburcio Sosa Yabén, comenzó a funcionar la primera Usina eléctrica con un motor de origen inglés de 120 H.P.
El 19 de abril de 1925 fue inaugurada la iglesia, edificada sobre un terreno donado por doña Margarita Etchert de Etcheverry, siendo de destacar la labor apostólica del padre Andrés Toledo, con más de 40 años al frente de la feligresía.
Para entonces, habían visto la luz las primeras instituciones del pueblo, la principal, el Club Unión Deportiva de Bonifacio, fundado el 20 de agosto de 1929, como producto de la fusión de los clubes Atlético Laguna Alsina y Atlético San Martín, siendo sus socios fundadores Tiburcio Sosa Yabén, Juan Erbin, Vicente Otero (representantes del Club Atlético Laguna Alsina), Alfredo Ortelli, Samuel Dauwalde y Manuel Alvarez (del Atlético San Martín), Rafael Abadie Acuña, Roberto E. Varela, Enrique Agudín, Amadeo A. Yanzi Molina, Enrique Podestá y Joaquín Barquín Arriaga, quienes constituyen la primera comisión directiva de la entidad, de la siguiente manera: Dr. Rafael Abadie Acuña presidente, Dr. Roberto E. Varela vicepresidente, Enrique M. Agudin secretario, Alfredo Ortelli prosecretario, farmacéutico Amadeo A. Yanzi Molina tesorero, Vicente Otero protesorero, Enrique Podestá, Juan Erbin, Samuel Dauwalder y Juaquín Barquín Arriaga vocales titulares, Eudosio Iturrería y Manuel Alvarez vocales suplentes y Aquilino Fernández y Donato Di Carlo revisores de cuentas.
El 15 de septiembre de ese año la institución adquiere a Santiago Capello su campo de deportes de 11.500 metros cuadrados, en la Asamblea General del 14 de septiembre de 1930 se aprueban los estatutos y el 4 de julio de 1936 se obtiene la personería jurídica.
En 1932 la entidad organiza su primer equipo de fútbol y el 27 de julio de 1933 se inauguró el local social con un gran almuerzo y baile. El local propio comenzó a construirse en 1940 constituyéndose una Comisión Pro Edificio Propio integrada por su presidente, Bernardino Poehls; su secretario, Yvón N. Sanseau; su tesorero, Aquilino Fernández; los señores Clemente Di Carlo, Felipe de Arrien y Enrique M. Agudín como vocales titulares y el Dr. Luis García Yáñez, Manuel Nieto, Carlos Otero y Tiburcio Sosa Yabén, vocales suplentes.
Fueron presidentes del Club Unión Deportiva, entre otros: los doctores Rafael Abadie Acuña, Roberto E. Varela y Juan H. Marracini y los señores Bernardino Poehls, Tomás Niven (h), Plácido F. Osorio, Carlos Otero, Carlos Agudín, Tiburcio Sosa Yabén, Héctor Nieto, Detlef B. Poehls y Ricardo de Arrien.
En 1937, socios del Club Unión Deportiva deciden dotar al pueblo de una biblioteca, constituyendo para ello una comisión integrada por Yvón N. Sanseau como presidente, Carlos Otero como secretario, Francisco E. Torga como tesorero, Celso Díaz como bibliotecario y Luis García Yáñez y Pedro Zivich como vocales, quienes tuvieron a su cargo reunir fondos y conseguir libros. El proyecto se concretó mediante la realización de bailes populares y venta de rifas y un año después, la Biblioteca se inauguró con una conferencia del Dr. García Yáñez, siendo su sede la secretaría del Club Unión. Siguieron a aquella iniciativa, las bibliotecas "Domingo F. Sarmiento" y "Bernardino Rivadavia".
Otras entidades deportivas y sociales fueron, además de los nombrados Club Atlético Laguna Alsina y Club Atlético San Martín, el Club Juventud Unida, fundado el 11 de junio de 1911 y disuelto en 1940, el Club Atlético El Fortín, el 18 de marzo de 1939; el Club Social y Deportivo Independiente, rival futbolístico de Unión Deportiva a partir de 1961, el Club Náutico Laguna Alsina y el Club de Polo, organizado por los señores John Balfour y Tomás Niven (h) en la Cabaña "El Inca".
Dos instituciones de capital importancia en la historia de Bonifacio fueron la Asociación Española de Socorros Mutuos y su similar italiana, las que cumplieron un rol fundamental en la actividad mutual. La primera fue fundada en el hotel de Jorge Uriarte, el 30 de octubre de 1910 y obtuvo la aprobación de sus estatutos el 13 de enero del año siguiente, siendo su primer presidente el señor Martín Indavera, a quien sucedieron, entre otros, Aurelio J. Fernández, Vicente Prieto, Faustino Matilla, Vicente Otero, Avelino Sierra y Alipio N. Otero. El señor Carlos Otero desempeñó las funciones de secretario por espacio de treinta y cinco años.
La Sociedad Italiana de Socorros Mutuos "Unione e Benevolenza" fue fundada el 7 de octubre de 1923, siendo su primer presidente el Sr. Domingo Scordo, a quien sucedieron Alberto Bucchianeri, Mateo Capello, Eduardo Montanari, Angel Onofri y Domingo Guarino.
En los años veinte se constituyó la Comisión Pro-Autonomía de Laguna Alsina, con el objeto de dar forma a un nuevo partido bonaerense con cabecera en Bonifacio. La integraban: Juan Etcheverry, Juan J. Emparanza, Emilio J. Mantel, Clemente Di Carlo, Aurelio Fernández, Martín Indavera, José Arriaga, José Romano, Joaquín Barquín, Manuel Benito, César Agudín, Benjamín Fernández, Desiderio Pérez, Leopoldo L. Muiños, Serafín Gutiérrez, José María Otero, Miguel S. Márquez, Bernardo Laguarda, Ángel Onofre, Avelino Astorga, Bernardino Poehls, José A. Sanséau Juan Van de Staail, José Tamames, Alberto Bucchianeri, Antonio Villanueva Manuel de los Santos, Enrique Poehls y Joaquín C. Martínez. Por falta de apoyo político, la medida no tuvo éxito.
En los años sesenta, un grupo encabezado por el Dr. Jorge Francisco Lizaso y los hermanos Vicente y Carlos Otero, fundó la Cooperativa de Electricidad de la que el primero, llegó a ser presidente.
Además de la actividad ganadera, el comercio jugó un papel preponderante en el desarrollo de Bonifacio, siendo de recordar el hotel de Augusto Grevisse y el Hotel Español, frente a la plaza, propiedad de don José María Otero y el de Graciano Indart, que también tuvo una fonda. Entre las tiendas más recordadas figuran las de Desiderio Pérez, en España esquina J.J. Emparanza; Agudín, que en 1906 compró el negocio al Sr. Torriero y "El Barato Argentino"; la sastrería "La Elegancia" de Domingo Guarino, las agencias de automotores de Tiburcio Sosa Yabén (Dodge), Mauri y Gasparini (Chevrolet), Borgonovo (Ford) y Alvarez & Fadigatti (Ford); las estaciones de servicio de Héctor Nieto, Juan Sosa, Arriaga & Othaz y Luengo, las librerías de Avelino Sierra, Faustino Matilla, Daniel Santamaría y Tomás E. Gutiérrez, las casas de remates de José Barquín Arriaga, Alfonso Monasterio y Pedro D. Duhalde, las inmobiliarias de Tiburcio Sosa Yabén, Vicent Serraville y Pedro Cuello y las constructoras de Onofri Hnos., Victorio P. Carnevale, Eduardo Montanari, Vicente Boldrini y Héctor Carnevale.
El comercio de mayor envergadura que tuvo Bonifacio fue el almacén de ramos generales "El Pingo", de la razón social "Carro & Fernández", propiedad de las familias Otero y Fernández, emparentadas entre sí.
El 26 de marzo de 1907, a menos de un año de fundado el pueblo, don Miguel Ochoa compró una amplia fracción de terreno frente a las vías del ferrocarril y comenzó a edificar un importante edificio al que trasladó su negocio, el primero de ese género en el pueblo. Poco después, llegaron Aurelio J. Fernández y Santiago Carro, dos inmigrantes españoles emparentados con Ochoa, para ingresar en el negocio como dependientes. El negocio, además de almacén de ramos generales fue banco, al facilitar créditos con facilidades a los chacareros, guardando sus capitales y facilitando maquinaria para su trabajo.
En 1917 Ochoa se retiró de la actividad, vendiendo "El Pingo" a sus colaboradores, quienes conforman la razón social Carro & Fernández que en 1939 se transforma en sociedad de responsabilidad limitada. Se incorporan a ella, a partir de 1917, Agustín, Aurelio (h), José Enrique, Aquilino y Santiago Fernández, Santiago Fernández Pérez y los hermanos Vicente, Nicanor, Alipio y Carlos Otero Carro, quienes darán notable impulso al negocio, hasta convertirlo en una verdadera empresa rural. En 1945 falleció don Santiago Carro y a poco del retiro de Rufino y Aurelio Fernández, la firma abrirá sucursales en La Larga, La Manuela, Casey y Andant, sirviendo a una numerosa clientela.
"El Pingo" proveyó a los pueblos mencionados de artículos de almacén, ferretería, limpieza, menaje, bazar, caza, pesca, municiones, carbón, leña, sogas, insumos agrarios, semillas, tranqueras, mangas, postes, alambrados, tanques de agua, tanques australianos, silos, etc. además de vender maquinaria agrícola (tractores, cosechadoras, chimangos, rastras, máquinas trilladoras, etc.). Tuvo también surtidores de nafta, venta de otros combustibles como kerosene, aceite y gasoil y contó con talleres de reparación de automotores, tractores, cosechadoras, etc. Además tuvo la propiedad de varias hectáreas de tierra en las afueras del pueblo y durante un tiempo, administró el Hotel Español.
La firma funcionó ininterrumpidamente hasta mediados de los años setenta. En 1971 cerró la sucursal de Casey, en 1974 hicieron lo propio las de La Manuela (a cargo de Nicanor Otero) y La Larga y en 1976 la casa central de Bonifacio.
Otros comercio de ramos generales fueron el de Avelino Torga que el mismo año en que se instaló "El Pingo" abrió su negocio, que subsistió hasta 1933; Bucchianeri & Muñoz, Luengo Hnos. y otros que no alcanzaron la magnitud del primero.
Entre los profesionales que se desempeñaron en Bonifacio a lo largo de su historia destacan los médicos Miguel Lambeye, radicado en 1910; José Rómulo César, Mariano Bordón, Rafael Abadie Acuña, Roberto E. Varela, Angel Abadie Acuña, Juan H. Marraccini, Luis Gracía Yáñez, Edgardo Etcheverría, José P. Cicala y Raúl César Pirosanto. Entre los farmacéuticos Juan J. Emparanza (una calle del pueblo lleva su nombre), Amadeo A. Yanzi Molina, Antonio Beliera, Juan J. Emparanza (h) y Enrique Agudín (h), entre los odontólogos Clemente Di Carlo y Eduardo Barquín y entre los veterinarios, Jorge Lizaso, Guillermo Spinelli y Lucas Maldonado.

## Parroquias de la Iglesia católica en Laguna Alsina
| Arquidiócesis | Bahía Blanca                      |
| ------------- | --------------------------------- |
| Parroquia     | Santa Margarita María De Alacoque |

## Educación
Entre 1908 y 1911 funcionó en la manzana JJ, lote 2, la escuela particular del maestro Gandolfo.
En 1909 se trasladó desde Guaminí, la Escuela Nº 2, que en la cabecera del partido era de niñas y una vez en Bonifacio, pasó a ser mixta. Estuvo a cargo del maestro Antonio López, hermano del párroco de Guaminí, Dr. Honorio López y funcionó en un local alquilado a la familia Villanueva, frente a las vías del ferrocarril hasta que en 1920 comenzó a construirse su local, en la manzana O, donde funcionó hasta el 20 de octubre de 1983, cuando se inauguró un nuevo edificio (el anterior pasó a desempeñar las funciones de comedor escolar). En 1925 era su directora doña Elisa Morros Díaz de Tomaselli. Se desempeñaron como docentes, a lo largo de los años, Tomada de la Quintana, María Angélica Bazán, Rafael Intaglieta,  Aurelia G. de Marín (directora en 1933), Aurelia O. de Pagano, María Adelina González Quiroz de Di Carlo, Josefina M. Emparanza, Estela Pérsico, Virginia Destéfanis, María Emparanza de Otero, Sara Emparanza de Del Carretto, Ethel Di Carlo de Emparanza, Lucía Sierra, Magdalena Otero Barquín, Teresa Otero de Monsalvo, Santina Monsalvo, Mabel Barquín, María Adela Nieto de Lazo, Margarita Casalongué, Luisa Etchegaray de González, Ana María Salinas de Fernández, Dolores Isabel Villar Sanséau, Jorge Pignata, María Peláez de Fernández, Mabel Fulgencio y Daddy Otero.
En 1935 comenzó a funcionar en el local de la panadería de L. López Muiños, la Escuela Nº 9, frente al embarcadero, siendo durante muchos años su directora y maestra, la señora Filomena Martínez Claro. En años posteriores, se construyó su edificio en un terreno donado por el Sr. Cesáreo Naredo, donde funcionó hasta 1978, cuando el establecimiento se fusionó con la Escuela Nº 2.
Entre 1930 y 1950 funcionó la Academia Alsina, colegio particular del señor Vicente García Gómez, por la misma época en que funcionó un segundo colegio privado, el "Juan Manuel Estrada", a cargo de Antonio Pardo.
En 1929 María Elena Palacios Molina de Yanzi, que pertenecía a una importante familia de la sociedad de San Isidro, al norte del Gran Buenos Aires, fundó el Conservatorio Musical "Thibaud Piazzini", del que fue directora, donde comenzó a dictar clases de piano, guitarra, teoría y solfeo. Tres años después, alumnos de conocidos hogares del pueblo, como Fernández, Nieto, Onofri, Di Carlo, Puissegur y otros, daban conciertos en casa de la familia Yanzi Molina, todos los fines de curso y al instituto, comenzaron a concurrir alumnos de poblaciones vecinas como Daireaux, Casbas, Garré y Pigüé.
Tras abandonar el pueblo para radicarse en Buenos Aires, la señora de Yanzi dejó en su lugar a su exalumna, María Haydée Puissegur de Fernández, que siguió al frente del establecimientos hasta fines del siglo XX.
Bonifacio también contó con un centro teatral denominado "Unión y Arte", organizado en los años treinta y que estuvo dirigido por los señores Justo Morales y Juan Sánchez, estrenando una o dos obras por año.

## Población
Contaba con 2524 habitantes (Indec, 2010), lo que representa un ascenso del 58,84% frente a los 1589 habitantes (Indec, 2001) del censo anterior.
| Gráfica de evolución demográfica de Laguna Alsina entre 1991 y 2010 |
|                                                                     |
| Fuente de los Censos Nacionales del INDEC                           |